# Kurt Klopsch
Kurt Klopsch (* 24. Dezember 1905 in Berlin; † 16. Dezember 1989 in Hamburg) war ein deutscher Schauspieler, Kabarettist, Hörspiel- und Synchronsprecher.

## Leben und Wirken
Klopsch begann seine Laufbahn in der Spätphase der Weimarer Republik in der Provinz und spielte an Bühnen wie dem Trierer Stadttheater, ehe er sich mit Anbruch des NS-Zeitalters wieder in Berlin einfand. Dort fand Klopsch anfänglich kein Festengagement, wirkte aber mit Klein- bis Kleinstrollen in einer Reihe von Kinofilmen mit. Erst seit den ausgehenden dreißiger Jahren wurde Klopsch fest verpflichtet und trat an hauptstädtischen Spielstätten wie der Volksbühne und, vor allem während des Zweiten Weltkriegs, dem Theater am Nollendorfplatz auf.
Nach dem Krieg ließ sich Klopsch in Hamburg nieder und nahm überwiegend Gastspielverträge an. Feste Engagements wie an den Hamburger Spielstätten Das Junge Theater, Theater im Zimmer oder Kammerspiele blieben eher Ausnahmen. Außerdem trat er auch als Kabarettist auf und wirkte in Rundfunkproduktionen mit.
Von seinen Kinofilmen jener Zeit verdient allenfalls die Rühmann-Fassung von Der Hauptmann von Köpenick Erwähnung, in der er den Polizei-Inspektor von Köpenick verkörperte. Klopsch spielte vor der Kamera oftmals untergeordnete Chargen: einfache Leute und Hinterhausspießer ebenso wie ein wenig wichtigtuerische Beamte oder subalterne, dienstbare Geister.
Seit Beginn des Fernsehzeitalters in der Bundesrepublik sah man Klopsch mit zahlreichen Nebenrollen in einer Fülle von TV-Produktionen. In der Krimireihe Stahlnetz war er zwischen 1958 und 1965 in sieben Folgen zu sehen, dabei dreimal als Ermittler. In der munteren ZDF-Frühabendserie Percy Stuart verkörperte er den Mr. Grover, eines der Mitglieder des exklusiven Clubs der 13, die den Titelhelden mit allerlei verzwickten Aufgaben betrauen. Außerdem sah man ihn als Gast in mehreren Folgen der beliebten Unterhaltungsshows Zwischenmahlzeit und Haifischbar. Kurz vor seinem Tod gelang dem Brillenträger Klopsch ein schöner Erfolg in der Serie Kasse bitte!, in der er den kauzigen Opa Pieps verkörperte.

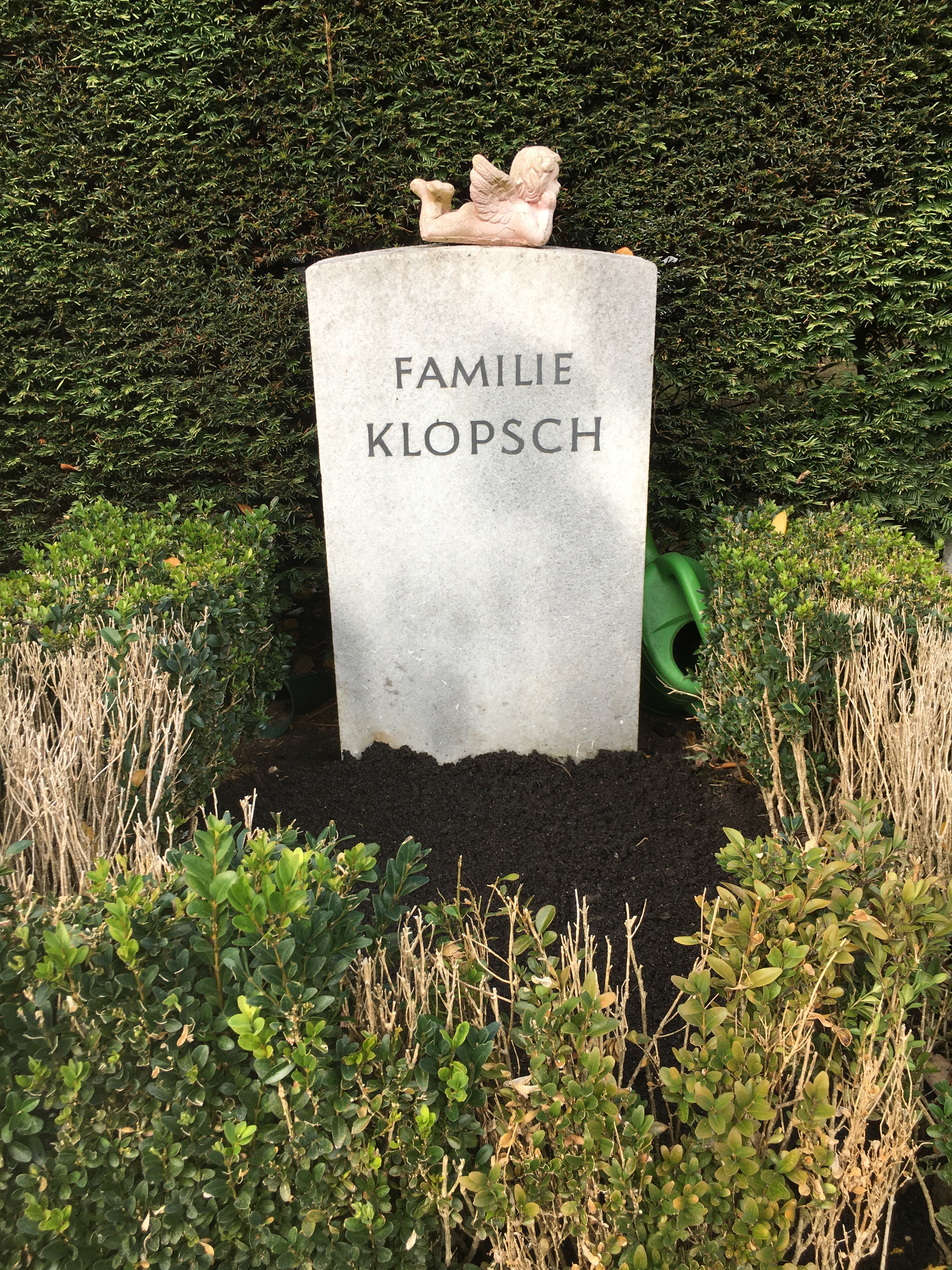
Grabstätte Kurt Klopsch auf dem Friedhof Ohlsdorf

Klopsch, der zwei Kinder hatte, arbeitete sehr häufig als Hörspielsprecher und war darüber hinaus auch als Synchronsprecher tätig. Seine Tochter Eveline Hall ist Balletttänzerin und Modell.
Kurt Klopsch verstarb kurz vor seinem 84. Geburtstag und wurde in der Familiengrabstätte auf dem Hamburger Friedhof Ohlsdorf im Planquadrat P 17 beigesetzt.

## Filmografie (Auswahl)
- 1933: Höllentempo
- 1934: Jede Frau hat ein Geheimnis
- 1935: Verlieb Dich nicht am Bodensee
- 1937: Drops wird Flieger / Ikaruskinder (Kurzfilm)
- 1938: Skandal um den Hahn
- 1938: Die Stimme aus dem Äther
- 1953: Künstlerpech (Fernsehfilm)
- 1953: Spiel mit dem Glück (Fernsehfilm)
- 1954: Der Teufel fährt in der 3. Klasse (Fernsehfilm)
- 1954: Klavier zu verkaufen (Fernsehfilm)
- 1954: Mannequins für Rio
- 1956: Zu Befehl, Frau Feldwebel!
- 1956: Der Hauptmann von Köpenick
- 1957: Tolle Nacht
- 1957: Das Herz von St. Pauli
- 1958: Der Maulkorb
- 1958: Das Mädchen aus Hamburg (La fille de Hambourg)
- 1958: Das Mädchen mit den Katzenaugen
- 1958: Stahlnetz: Die blaue Mütze
- 1958: Stahlnetz: Das zwölfte Messer
- 1959: Stahlnetz: Treffpunkt Bahnhof Zoo
- 1960: Das hab’ ich in Paris gelernt
- 1960: Der letzte Fußgänger
- 1960: Stahlnetz: Verbrannte Spuren
- 1961: Stahlnetz: In der Nacht zum Dienstag ...
- 1962: Annoncentheater – Ein Abendprogramm des deutschen Fernsehens im Jahre 1776 (Fernsehfilm)
- 1963: Hafenpolizei –  Die Ölspur
- 1964: Das Kriminalgericht – Der Fall Krantz
- 1964: Stahlnetz: Strandkorb 421
- 1964: Haus Moorfrieden (Fernsehfilm)
- 1964: Polizeirevier Davidswache
- 1965: Preis der Freiheit (Fernsehfilm)
- 1965: Stahlnetz: Nacht zum Ostersonntag
- 1966: Intercontinental Express –  Schwester Nanni
- 1966: Der Fall Lothar Malskat (Fernsehfilm)
- 1967: Bürgerkrieg in Rußland (Fernseh-Fünfteiler)
- 1968: Gammlerballade (Fernsehfilm)
- 1968: Polizeifunk ruft – Handgeknüpfte Teppiche
- 1968: Polizeifunk ruft – Auf eigene Rechnung
- 1969: Gnade für Timothy Evans (Fernsehfilm)
- 1969: Polizeifunk ruft – Die Erpresser
- 1969–72: Dem Täter auf der Spur (Fernsehreihe, vier Folgen)
- 1969–72: Percy Stuart (Fernsehserie)
- 1970: Coralba (Mehrteiler)
- 1970: Perrak
- 1970: Polizeifunk ruft – Die Konservendose
- 1970: Das Chamäleon – Die vielen Gesichter des Hochstaplers Gaston Oulmàn (Fernsehfilm)
- 1970: Unsere Pauker gehen in die Luft
- 1971: Vier gegen das britische Pfund (Fernsehfilm)
- 1971: Der Kommissar – Als die Blumen Trauer trugen
- 1972: Tatort: Rechnen Sie mit dem Schlimmsten
- 1972: Butler Parker (16. Der Diamantenraub)
- 1974: Tatort: Nachtfrost
- 1974: Bismarck von hinten oder Wir schließen nie
- 1974: Motiv Liebe – Adieu Claude
- 1974: 67 Tage – Die Republik von Uzice
- 1975: Hoftheater (Fernsehserie, 2 Folgen)
- 1976: Charleys Tante (Fernsehfilm)
- 1977: Tatort: Das stille Geschäft
- 1982: Die Geschwister Oppermann, zwei Teile (Fernsehfilm)
- 1982: Sonderdezernat K1 – Tödlicher Ladenschluss
- 1986: Tatort: Tod auf Eis
- 1987: Ein Fall für TKKG (Fernsehserie, Folge 8, "Bestien in der Finsternis" als "Richter Solthus")
- 1988: Kasse bitte! (Fernsehserie)

## Hörspiele
- 1951: Jim Thorpe – Regie: Fritz Schröder-Jahn
- 1951: Herr Thorberg lernt wieder laufen – Regie: Detlof Krüger
- 1951: Die Krankheit des Herrn Satory – Regie: Gustav Burmester
- 1951: Geschichte Gottfriedens von Berlichingen mit der eisernen Hand – Regie: Hans Lietzau
- 1952: Verwehte Spuren – Regie: Gerd Fricke
- 1952: Herz der Welt – Regie: Harald Braun
- 1952: Es war kein Traum – Regie: Fritz Schröder-Jahn
- 1952: Friedensvertrag – Regie: Detlof Krüger
- 1952: Der Doppelkopf von Trum – Regie: Kurt Reiss
- 1952: Der Seelengreifer – Regie: Hans Rosenhauer
- 1952: Aus dem Leben eines Arztes. Der Chirurg Ferdinand Sauerbruch erzählt – Regie: Fritz Schröder-Jahn
- 1952: Pfandschein 1313 – Regie: Hans Rosenhauer
- 1952: Karussell zu verkaufen – Regie: Helmut Käutner
- 1952: Gerlach präsentiert die Rechnung – Regie: Curt Goetz-Pflug
- 1952: Das kommt nicht wieder – Regie: Hans Freundt
- 1952: Die verschlossene Tür – Regie: Detlof Krüger
- 1952: Das Gericht zieht sich zur Beratung zurück; Folge: Tumult beim Fußball – Regie: Gerd Fricke
- 1952: Der König von Albanien – Regie: Fritz Schröder-Jahn
- 1952: Liebesgeschichte ohne Geld – Regie: Hans Gertberg
- 1952: Die kühne Operation – Regie: Otto Kurth
- 1952: Das Geld, das auf der Straße liegt – Regie: Gustav Burmester
- 1952: Die Steuererklärung – Regie: Gustav Burmester
- 1952: Der Hund, der nicht 'nein' sagen konnte – Regie: Hans Gertberg
- 1952: Stranitzky und der Nationalheld – Regie: Fritz Schröder-Jahn
- 1952: Ein Paß für Madeleine – Regie: Gerlach Fiedler
- 1953: Gobsch – Regie: Fritz Schröder-Jahn
- 1953: Das Schiff Esperanza – Regie: Otto Kurth
- 1953: Das Besenmärchen – Regie: S. O. Wagner
- 1953: John Walker schreibt seiner Mutter – Regie: Fritz Schröder-Jahn
- 1953: Romeo und Julia 1953 (Romeo und Julia in Berlin) – Regie: Gustav Burmester
- 1953: Menschliche Komödie; 2. Teil: Assyrer und Hürdenrennen – Regie: Hans Rosenhauer
- 1953: Der tödliche Marabu – Regie: Gerlach Fiedler
- 1953: Mißtrauen – eingeschrieben – Regie: Hans Rosenhauer
- 1953: Der Terminkalender – Regie: Fritz Schröder-Jahn
- 1953: Dat Motiv – Regie: Günter Jansen
- 1954: Meine Frau wohnt nebenan – Regie: Erik Ode
- 1954: Der Mann aus den Wäldern – Regie: Otto Kurth
- 1954: Kein Lorbeer für Augusto – Regie: Fritz Schröder-Jahn
- 1954: Mit Stappenbeck stimmt wat nich! – Regie: Hans Tügel
- 1954: Der Sonderzug – Regie: Kurt Reiss
- 1954: Das Gericht zieht sich zur Beratung zurück; Folge: 1,9 pro mille – Regie: Gerd Fricke
- 1954: Zwischen zwei Tagen – Regie: Ludwig Cremer
- 1954: Das Gericht zieht sich zur Beratung zurück; Folge: Vorbestraft – Regie: Gerd Fricke
- 1954: Unter dem Milchwald – Regie: Fritz Schröder-Jahn
- 1954: Der öst-westliche Diwan – Regie: Gert Westphal
- 1954: Die Spionin – Regie: Otto Kurth
- 1955: Driewsand – Regie: Hans Tügel
- 1955: Tun mit „h“ geschrieben – Regie: Gerda von Uslar
- 1955: Der Kommandant – Regie: Gerlach Fiedler
- 1955: Die gestohlene Muse – Regie: Gerda von Uslar
- 1955: Nicht nur Kleider machen Leute – Regie: Gerda von Uslar
- 1955: Das Gericht zieht sich zur Beratung zurück; Folge: Ohne Zeugen – Regie: Gerd Fricke
- 1955: Blot nich old wesen! – Regie: Günter Jansen
- 1955: Das Gericht zieht sich zur Beratung zurück; Folge: Die indiskrete Wirtin – Regie: Gerd Fricke
- 1955: De snaaksche Vagel – Regie: Hans Tügel
- 1955: Das Atelierfest – Regie: Fritz Schröder-Jahn
- 1955: Prozeßakte Vampir (5 Teile) – Regie: Hans Gertberg
- 1955: Hundert Kronen (Illusion) – Regie: Kurt Reiss
- 1955: Das Gericht zieht sich zur Beratung zurück; Folge: Linie 77 – Regie: Gerd Fricke
- 1955: Nuckelpinne fahrbereit – Regie: Gert Westphal
- 1955: Die Wahrheit auf Erden – Regie: Fritz Schröder-Jahn
- 1955: Der echte Eckensteher – Regie: Hans Henjes
- 1956: Drei Piècen – Regie: Armas Sten Fühler
- 1956: Einmal 100.000 Taler – Regie: Hans Henjes
- 1956: Der Passagier vom 1. November; 1. Teil: Stadt im Nebel – Regie: Fritz Schröder-Jahn
- 1956: Der Motorroller – Regie: Gustav Burmester
- 1956: Akte 414: Wilhelm Voigt – Regie: Kurt Reiss
- 1956: Die Festung – Regie: Egon Monk
- 1957: Der Mann, dem ein Tag abhanden kam oder Was ist Zeit? – Regie: Gustav Burmester
- 1957: Die Jagd nach dem Täter; Folge: Das Haus in Mexico City – Regie: S. O. Wagner
- 1957: Die Jagd nach dem Täter; Folge: Der erste Kunde – Regie: S. O. Wagner
- 1957: Die Jagd nach dem Täter; Folge: Die Schnapsflasche – Regie: Kurt Reiss
- 1957: Der Telefonist (Berlin Sommer 1944) – Regie: Hans Rosenhauer
- 1957: Der Mann, der nicht schlafen konnte; 5. Teil: Das Rätsel der Zahlen – Regie: Hans Rosenhauer
- 1957: Die Jagd nach dem Täter; Folge: Spitzbuben – Regie: S. O. Wagner
- 1957: Omar und Omar (Der Ring des Kalifen) – Regie: Hans Rosenhauer
- 1957: Gehupt wie gesprungen – Regie: Gerlach Fiedler
- 1957: Die Jagd nach dem Täter; Folge: Die Barker-Gang – Regie: S. O. Wagner
- 1958: Ein Fünfmarkstück namens Müller – Regie: Kurt Reiss
- 1958: Kopfgeld – Regie: Fritz Schröder-Jahn
- 1958: Kosmische Botschaft – Regie: Gerlach Fiedler
- 1958: Die Jagd nach dem Täter; Folge: Die Tote aus der Moldau – Regie: S. O. Wagner
- 1958: Merkur über Hamburg – Regie: Hans Tügel
- 1958: Verwehte Spuren – Regie: Gustav Burmester
- 1958: Die Jagd nach dem Täter; Folge: Der Fall Maragat – Regie: S. O. Wagner
- 1958: Das Efeublatt – Regie: Gustav Burmester
- 1958: Abenteuer der Zukunft; Folge: Ariane, das Wüstenschiff – Regie: S. O. Wagner
- 1959: Spionage; 1. Fall: Deckname Gustav – Regie: S. O. Wagner
- 1959: Spionage; 2. Fall: Einsatzort Planquadrat X – Regie: S. O. Wagner
- 1959: Spionage; 3. Fall: An Absender zurück – Regie: S. O. Wagner
- 1959: Spionage; 6. Fall:  Der Spion von Albrechtshof – Regie: S. O. Wagner
- 1959: Der Doktor und die Teufel – Regie: Fritz Schröder-Jahn
- 1959: Gestatten, mein Name ist Cox; 3. Staffel: Mord auf Gepäckschein 3311 – Regie: S. O. Wagner
- 1959: Alle inbegriffen – Regie: Wolfgang Schwade
- 1959: Die Jagd nach dem Täter; Folge: Schüsse im Jagen 45 – Regie: S. O. Wagner
- 1959: Die Jagd nach dem Täter; Folge: Mord im Nebel – Regie: S. O. Wagner
- 1959: Abenteuer der Zukunft; Folge: Die 3000stel Sekunde – Regie: S. O. Wagner
- 1959: Friedensvertrag – Regie: Ludwig Cremer
- 1959: Die Räuber von Kardemomme – Regie: Kurt Reiss
- 1960: Die Jagd nach dem Täter; Folge: Die Quoten für das dritte Rennen – Regie: S. O. Wagner
- 1960: Die Bittgänger – Regie: Gustav Burmester
- 1961: Die Jagd nach dem Täter; Folge: Mord auf Abruf – Regie: Gerda von Uslar
- 1961: Straten – Regie: Hans Tügel
- 1961: Die Jagd nach dem Täter; Folge: Hotel zur ewigen Ruhe – Regie: S. O. Wagner
- 1961: Die Jagd nach dem Täter; Folge: Grüne Splitter im Handschuh – Regie: S. O. Wagner
- 1962: Die Jagd nach dem Täter; Folge: Zwanzig Pfundnoten – Regie: S. O. Wagner
- 1962: Die Jagd nach dem Täter; Folge: Tatzeit: 11 Uhr 40 – Regie: S. O. Wagner
- 1962: Die Jagd nach dem Täter; Folge: Unter grünen Bäumen – Regie: S. O. Wagner
- 1963: Die Jagd nach dem Täter; Folge: Der Tod reist mit dem Zirkus – Regie: S. O. Wagner
- 1963: Ein Bett für die Nacht – Regie: Gustav Burmester
- 1964: Abenteuer der Zukunft; Folge: Atollopur, die Stadt auf dem Meer – Regie: S. O. Wagner
- 1964: Die Jagd nach dem Täter; Folge: Geld – Regie: S. O. Wagner
- 1964: Schalterdeenst  - Regie: Curt Timm
- 1965: Ein Mann, gegen den man vorgeht – Regie: Jiri Horcicka
- 1966: Der Wind – Regie: Hans Rosenhauer
- 1966: Die Enttäuschung – Regie: Fritz Schröder-Jahn
- 1972: Großes Schnarchen eines Wappentieres – Regie: Hans Rosenhauer
- 1973: Das sonderbare Telefon – Regie: Gustav Burmester
- 1975: Cécile – Regie: Hermann Wenninger
- 1980: Unheimlich intensiv – Regie: Thomas Rübenacker